# JWH-051
JWH-051 je analgetik koji je kanabinoidni agonist. Njegova hemijska struktura je blisko srodna sa potentnim kanabinoidnim agonistom HU-210. Jedina razlika je u uklonjenoj hidroksilnoj grupi u poziciji 1 aromatičnog prstena. 
JWH-051 ima visok afinitet za CB1 receptor, ali je jači agonist za CB2, sa Ki vrednošću od 14nM na CB2 vs 19nM na CB1. On je bio jedan od prvih CB2-selektivnih liganda, mada je njegova selektivnost za CB2 umerena u poređenju sa novijim jedinjenjima, poput HU-308. 
On proizvodi slične efekte kao i drugi kanabinoidni agonisti, kao što su sedacija i analgezija, ali ima relativno jako antiinflamatorno dejstvo usled njegovog visokog afiniteta za CB2.